# Roy Burkett
Charles Roy Burkett (Winnipeg, 31 luglio 1921 – Winnipeg, 26 giugno 1997) è stato un cestista canadese.

## Carriera
Con il Canada ha disputato i Campionati del mondo del 1954, dove ha segnato 41 punti in 8 partite.
È stato introdotto nel 1985 nella Manitoba Basketball Hall of Fame.